# Ira Davenport
Ira Nelson Davenport (Winfield, 8 ottobre 1887 – Dubuque, 17 luglio 1941) è stato un giocatore di baseball, giocatore di football americano, mezzofondista e velocista statunitense.

## Biografia
Nel 1912 prese parte ai Giochi olimpici di Stoccolma, dove vinse la medaglia di bronzo negli 800 metri piani, mentre fu eliminato in semifinale nei 400 metri piani. Durante la stessa olimpiade fu parte della squadra statunitense di baseball, composta interamente da atleti, nella partita contro il Vesterås Baseball Club, la prima squadra svedese di questo sport, in un incontro dimostrativo che fu la prima comparsa del baseball alle Olimpiadi.
Davenport correva e giocava a football americano nelle squadre dell'Università di Chicago (Chicago Maroons football). Dopo il ritiro dalla carriera sportiva, dal 1920 al 1921, fu coach della squadra di football del Columbia College di Dubuque, nell'Iowa, oggi Loras College.

## Palmarès
| Anno | Manifestazione  | Sede      | Evento | Risultato    | Prestazione | Note                          |
| ---- | --------------- | --------- | ------ | ------------ | ----------- | ----------------------------- |
| 1912 | Giochi olimpici | Stoccolma | 400 m  | elim. semif. | n/d         |                               |
| 1912 | Giochi olimpici | Stoccolma | 800 m  | Bronzo       | 1'52"0      | Miglior prestazione personale |